# 西気東輸
西気東輸（せいきとうゆ、中国語: 西气东输）または西東ガスパイプライン（英語: West–East Gas Pipeline of China）は、おもに中国西部の新疆、青海、四川・重慶、オルドスの「四大ガス地域」で産出される天然ガスを、東部の長江デルタおよび珠江デルタ経済圏へ天然ガスパイプラインで輸送することを指したが、その後トルクメニスタンのガス田も加えている。
現在4つの天然ガスパイプラインI～IVが完工または建設中である。

## パイプラインI
西東ガスパイプラインIは、2002 年 7 月 4 日に建設を正式に開始し、2004 年 12 月 31 日に上海などへのガス輸送が正式に開始している。このルートは西の新疆のタリム盆地の南部に始まり、東は上海西郊外の白河鎮に至り、途中コルラ、トルファン、ピチャン県、トゥハ、柳園、玉門、酒泉、山丹、金昌、鼓浪、中衛、塩池、荊辺、洛陽、鄭州、合肥、南京、常州などの大中規模都市を経由して、終点は上海である。全部で、新疆、甘粛、寧夏、陝西、山西、河南、安徽、江蘇、浙江、上海を含む 10 の省、自治区、市町村の 70 の郡を横断する。幹線の総延長は約4,000kmで、設計年産120億立方メートル、設計圧力10.0MPa、配管径1016mm、プロセスステーション35箇所、コンプレッサーステーション22箇所、分配ステーション17箇所、ライン138箇所遮断弁室、分岐幹線 3 路線、総延長 293kmである。 
2005年3月には、西東ガスパイプラインIの追加プロジェクトの建設が正式に開始され、沿線の 22 のステーションが関与した。そのうち、12 の新しいコンプレッサー ステーションが建設され、10 の元のコンプレッサー ステーションが改修され、年間のガス輸送能力は 120 億立方メートルから 170 億立方メートルに増加した。

## パイプラインII
2008年2月22日に、西東ガスパイプラインIIの建設が開始された。パイプラインの全長は 9,102 km で、本線 4,843 km、支線 8 本で、コルガス市から香港・広州へ向かうが、甘粛からはパイプラインIと並列に接続されている。これは現在、世界最大の供給範囲と最大の受益者数を持つ天然ガスパイプラインで、投資額は 1,422 億元であった。2012年12月に完成したこのパイプラインIIは、年間 300 億立方メートルのガス輸送能力を持ち、天然ガスは主にトルクメニスタンから中央アジア・中国天然ガスパイプラインによって供給される。

## パイプラインIII
西東ガスパイプライIIIは、西区間、中区間、東区間の 3 つの部分に分かれており、全長は新疆のコルガスから福建省福州まで 7,378 キロで、天然ガスは主に中央アジア・中国天然ガスパイプラインで、年間ガス輸送能力は 300 億立方メートルである。そのうち、新疆のホルゴスから寧夏の中衛までの西部区間は、基本的に西東ガス パイプラインの第 2 ラインと並行しており、2014年8月25日に完成した。吉安から福州までの東部区間は2016年12月12日に開通した。2021年、西東ガスパイプラインプIIIの中間セクションが正式に建設を開始した。

## パイプラインIV
2022年9月28日、西東天然ガスパイプラインIVプロジェクトが開始された。このプロジェクトは、キルギス国境の新疆ウイグル自治区クズルス・キルギス自治州ウルグチャト県から始まり、輪南（ブグル県）とトルファンを経由して寧夏回族自治区中衛市に至る。全長は約3,340キロメートルで、完成後にはそこから西東スパイプラインIIとIIIと並行して東へ向かい、パイプラインの年間設計送水量は150億立方メートルになる予定。

## 西気東輸以外のガスパイプライン
西気東輸とは別に、ロシア・シベリア東部のガス田からくる「シベリアの力」ガスパイプラインが黒龍江省黒河市に達していて、そこから北南ガスパイプラインで上海へ達している。なお、検討中の「シベリアの力2」から西気東輸が天然ガスの供給を受ける計画も進行中である。

## 参照項目
- 中国のエネルギー政策 (Energy policy of China)
- シベリアの力2